# Return to Monkey Island
Return to Monkey Island — компьютерная игра в жанре квест, является шестой игрой в серии Monkey Island и третьей игрой, разработанной одним из соавторов серии — Роном Гилбертом. Разработана фирмой Terrible Toybox и издана Devolver Digital. Выход игры на Windows и Nintendo Switch состоялся 19 сентября 2022. 8 ноября 2022 года состоялся релиз игры на консолях Playstation 5 и Xbox Series X/S. 27 июля 2023 года игра была выпущена под Android и iOS. Это первая игра в серии Monkey Island, разработанная при участии Рона Гилберта, со времён выхода Monkey Island 2: LeChuck's Revenge в 1991 году.
Гилберт работал над серией до своего ухода из LucasArts в 1992 году. Дальнейшие игры серии разрабатывались самой LucasArts (третья и четвёртая части) и Telltale Games (пятая по счету, эпизодическая игра). Walt Disney Company получила права на Monkey Island после приобретения Lucasfilm в 2012 году. В 2019 Гилберт провёл переговоры с ещё одним автором серии Дейвом Гроссманом по поводу его участия в разработке новой игры в серии. Игра была анонсирована Роном Гилбертом 1 апреля 2022 года.

## Сюжет
Сын Гайбраша и Элейн играет со своим другом Чаки в парке развлечений. Они разыгрывают сцены из приключений Гайбраша. Внезапно Гайбраш решает рассказать сыну, как он нашел Тайну острова Обезьян.
Действие переносится на остров Резни. ЛеЧак получил карту с точным местонахождением Тайны, поэтому Гайбраш решает собрать команду, снарядить корабль и первым найти её. Однако старые лидеры пиратов были отправлены в отставку, а новые — Мэдисон, Лила и Трент — отказываются оказывать ему поддержку. Гайбраш решает пробраться на корабль ЛеЧака под видом рекрута-полотера.

## Отзывы

### Пре-релиз
В мае 2022 года, после выхода первого тизер-трейлера и нескольких скриншотов Return to Monkey Island, художественный стиль игры вызвал критику со стороны фанатов. Гилберт написал пост в своём блоге, объясняя, почему был выбран этот стиль, и выражая своё разочарование недовольством фанатов.
28 июня 2022 года в рамках мероприятия Nintendo Direct был выпущен геймплейный трейлер. Это вновь вызвало негативную реакцию, заставив некоторых людей оскорблять и преследовать Гилберта в социальных сетях и его блоге. В результате чего, Гилберт закрыл комментарии в блоге и сказал, что больше не будет сообщать ничего о Return to Monkey Island. Несколько разработчиков игр обратили внимание на оскорбительное поведение пользователей и поддержали Гилберта и его команду, в том числе Кори Барлог из Santa Monica Studio и Нил Дракманн из Naughty Dog.

### После выхода
| Сводный рейтинг       | Сводный рейтинг       |
| Агрегатор             | Оценка                |
| --------------------- | --------------------- |
| Metacritic            | NS: 85/100 PC: 87/100 |
| OpenCritic            | 87/100                |
| Иноязычные издания    |                       |
| Издание               | Оценка                |
| Edge                  | 7/10                  |
| GameSpot              | 9/10                  |
| GamesRadar+           | [ 24 ]                |
| IGN                   | 9/10                  |
| Jeuxvideo.com         | 17/20                 |
| PC Gamer (US)         | 92/100                |
| Русскоязычные издания |                       |
| Издание               | Оценка                |
| Riot Pixels           | 65 %                  |
| StopGame.ru           | Изумительно           |

Игра получила в целом положительные отзывы, согласно сайту агрегации рецензий Metacritic.